# Salvador Monzó
Salvador Monzó Cros (Valencia, Comunidad Valenciana, España, 20 de agosto de 1921) fue un futbolista español. Jugó de defensa central y su primer equipo fue el Valencia CF.

## Biografía
Tras pasar por el Levante UD y una cesión en el equipo amateur de Catarroja este fuerte defensa se hizo con un hueco en la primera plantilla del Valencia CF.
A pesar de su escasa estatura era una pesadilla en el juego aéreo para los atacantes rivales a los que secaba aprovechando su gran corpulencia. En sus comienzos solía jugar en la banda sin embargo su mejor rendimiento lo logró como central, puesto en el que se mantuvo como titular durante seis años  formando una pareja mítica con Vicente Asensi.
Tras retirarse por problemas físicos al final de la temporada 1955 tuvo un breve retorno en el Alicante CF que confirmó que sus días como jugador de fútbol habían acabado.

## Clubes
| Club        | País   | Año Catarroja c.f. | Valencia CF | España | 1942-1955 |
| Alicante CF | España | ??-??              |             |        |           |

## Títulos

### Campeonatos nacionales
| Título       | Club        | País   | Año       |
| ------------ | ----------- | ------ | --------- |
| Liga         | Valencia CF | España | 1943-1944 |
| Liga         | Valencia CF | España | 1946-1947 |
| Copa del Rey | Valencia CF | España | 1949      |
| Copa del Rey | Valencia CF | España | 1954      |